# Gwenael Kerléo

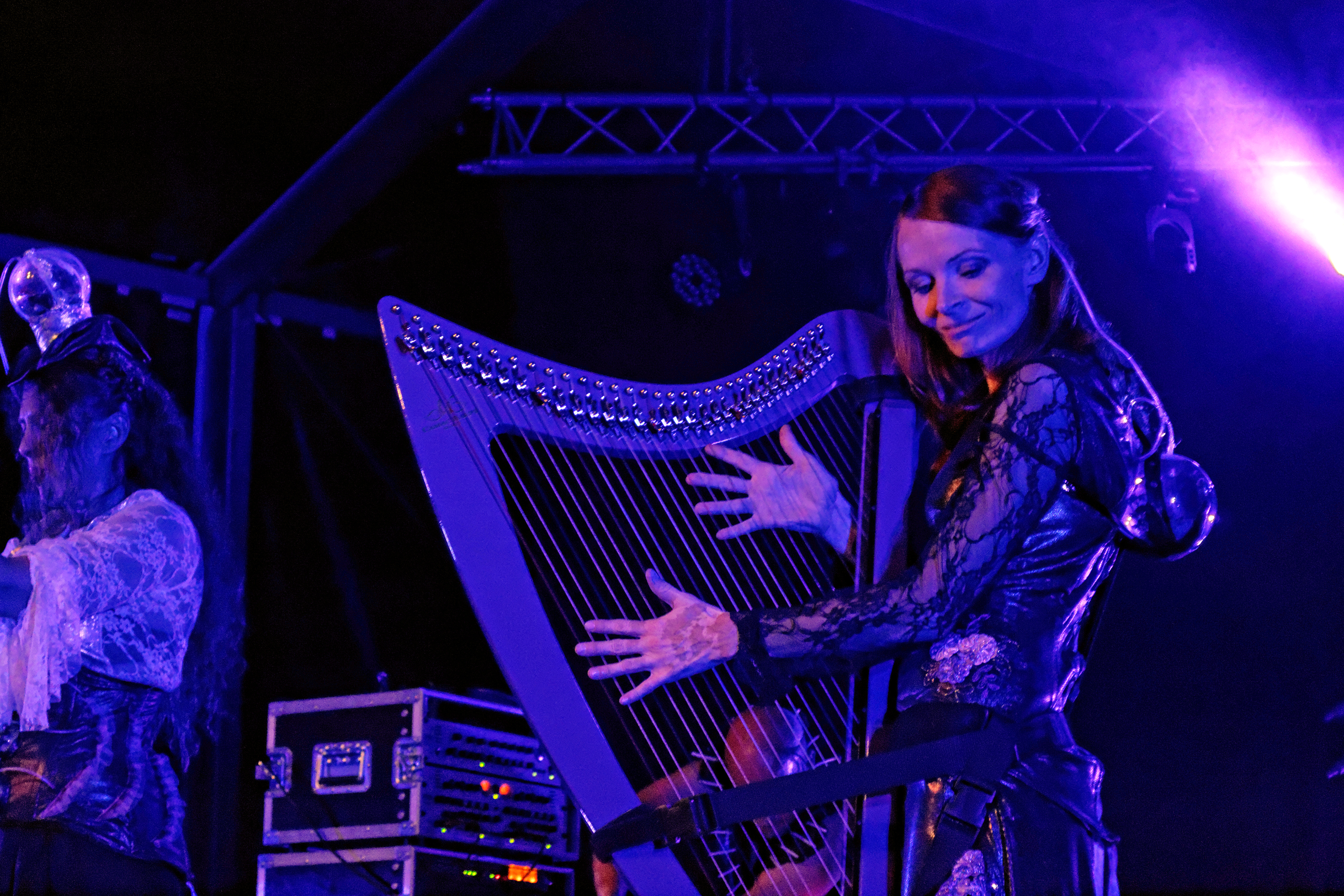
Gwenael Kerléo (2014)

Gwenaël Kerléo (* 1975 in Abidjan, Elfenbeinküste) ist eine bretonische Harfenistin und Komponistin. Bekannt wurde sie unter anderem durch Bretonische Musik auf der Keltischen Harfe.

## Leben
Seit ihrem neunten Lebensjahr spielt Gwenaël Kerléo Harfe. Unterrichtet wurde sie unter anderem bei Hervé Quefféléant von Triskell. Danach studierte sie an der „École de musique de Brest“ mit Ausrichtung auf Musiktherapie. Sie komponiert ihre Stücke selbst und arrangiert diese mit wechselnden Formationen (Violine, Dudelsack, Tablas, Saxophon, chromatisches Akkordeon und Gesang).
Ihre erste CD „Terre Celte“ steht noch völlig in der Tradition der bretonischen und gälischen Folklore. Volkstümliche Melodien werden mit eigenen Kompositionen zu eingängigen Stimmungsbildern verwoben (Walpurgisnacht, Der Ruf des Ozeans, Land der ewigen Jugend). In der zweiten CD löst sich Gwenael Kerleo etwas aus dieser Tradition und perfektioniert ihren programmmusikalischen Stil weiter. So entstehen anrührende, musikalische Beschreibungen von Archetypen der menschlichen Seele (Auf der Reise, Sie schläft, Unbeweglich) und Lieder ohne Worte (Ich erwarte Dich, Tu me diras). In „Tu me diras“ vermag die Melodie allein die Worte zu transportieren. Im Begleitmaterial dieser CD beschreibt Kerléo ihre Kompositionstechnik. Freie Improvisationen, die sie berühren, nimmt sie mit dem Tonband auf, um sie nicht zu vergessen. Später arrangiert sie dann diese Stücke gemeinsam mit befreundeten Musikern.
Das dritte Werk von Gwenaël Kerléo, „Yelen“, ist ein Solostück für Harfe und Gesang. Es entstand als Folge jahrelanger Klangstudien an ihrer Harfe und schöpft deren Klangeigenschaften virtuos aus. Einflüsse des Jazz und von Kompositionen des französischen Impressionismus, etwa der Prelude von Claude Debussy, treten deutlich hervor. Die Eigenwilligkeit der Komposition und ihr meditativer Charakter erinnert bisweilen an Eric Satie. „Yelen“ ist in drei Teile zu 4 bis 6 Stücken gegliedert. Die Stücke können wieder programmmusikalisch interpretiert werden, wobei sich das Programm häufig allein aus der Musik erschließt, ohne dass man die bretonischen Titel in eine dem Hörer verständliche Sprache übersetzen müsste.

## CDs
- 1996, „Terre Celte“, Label: Coop Breizh
- 2000, „Chemin de Brume“, Label: Coop Breizh
- 2003, „Yelen“, Label: Coop Breizh
- 2009, „Pevar“, Label: Coop Breizh